# Ризина хвиляста
Ризи́на хвиляста, ризина здута  (Rhizina undulata (ex. Rhizina inflata (Schaeff.) Quel.) Fr.)  —неїстівний гриб, представник монотипного роду ризина (Rhizina). Назва Rhizina від грецького слова rhiza —   «корінь».  Undulata — від латинського undulatus «хвилястий». Англійська назва гриба  Pine Firefungus  — «сосновий вогняний гриб» .

## Будова
Плодові тіла великі  1-10 см в діаметрі, 0,2-0,5 см товщиною, плоскі або випуклі, з хвилястою, або горбкуватою поверхнею, червоно-коричневі, чорно-коричневі, інколи з білувато-жовтим краєм. Нижня поверхня жовтувата або білувата, з віком бурувата, з чисельними ризоїдами, якими плодове тіло прикріплюється до субстрату. Сумки циліндричні,8-спорові. Споровий порошок білий. Спори 30-40 х 7-10 мкм, гладкі, без кольору. М'якуш ламкий, воскоподібний, має червонувато-коричневе забарвлення, з часом жорсткішає.

## Поширення та середовище існування
Росте на піщаному ґрунті в добре освітлених місцях в соснових лісах, часто в місцях пожеж, поодиноко або групами. Інколи паразитує на корінні хвойних дерев. На території України зустрічається в Поліссі, Лісостепу. Також поширений в Європі, Азії, Північній Америці.
Плодові тіла утворює у вересні-жовтні, часто і рясно.

## Практичне використання
Неїстівний гриб, по деяким даним, отруйний.